# Jam (映画)
『jam』（ジャム）は、2018年12月1日公開の映画。配給はLDH PICTURES。

## あらすじ
熟女たちからの熱狂的な支持を受けている場末のアイドル演歌歌手の横山田ヒロシ。意識が戻らない彼女のために、善いことを続けると願いが叶うという迷信を信じ、その行いを続けるタケル。自分を刑務所に送ったやくざ達に復讐を仕掛け、追い回されるテツオ。全く違う生活を送る3人だが、ひょんなことからすれ違い、対峙していくことになる。善いことをすれば報われる、悪いことを重ねると自分に跳ね返ってくる・・・、因果応報を体感する男たちの物語。

## キャスト
- 横山田 ヒロシ：青柳翔
- 西野 タケル：町田啓太
- 川崎 テツオ：鈴木伸之
- 山下：秋山真太郎
- 金城：八木将康
- 世良：小澤雄太
- 滝口：小野塚勇人
- 前島：佐藤寛太
- 港町：野替愁平
- 向井昌子：筒井真理子
- 美咲：清水くるみ

## スタッフ
- 監督・脚本・編集：SABU
- エグゼクティブプロデューサー：EXILE HIRO
- プロデューサー：宮崎聡、清水洋一、中林千賀子、小河原修、江良圭
- アソシエイトプロデューサー：秋山真太郎
- 音楽：松本淳一
- 撮影：柳田裕男
- 照明：宮尾康史
- 録音：飴田秀彦
- 美術：林チナ
- 装飾：須坂文昭
- 衣装：小磯和代
- メイク：橋本申二
- 特殊造形：中田彰輝
- VFX：小坂一順
- アクション：小池達朗
- ガンエフェクト：遊佐和寿
- 助監督：石川浩之、湯本信一
- 製作担当：板井茂樹
- キャスティング：東平七奈
- 製作：LDH JAPAN
- 制作：ディープサイド
- 配給：LDH PICTURES